# 梅尔·巴顿
梅尔文·埃默里·巴顿（英語：Melvin Emery Patton，1924年11月16日—2014年5月9日），美国前男子短跑运动员。他曾在1948年夏季奥运会田径比赛中获得男子200米和男子4×100米接力金牌。